# 1514
1514 (MDXIV) a fost un an comun al calendarului iulian, care a început într-o zi de duminică.

## Evenimente

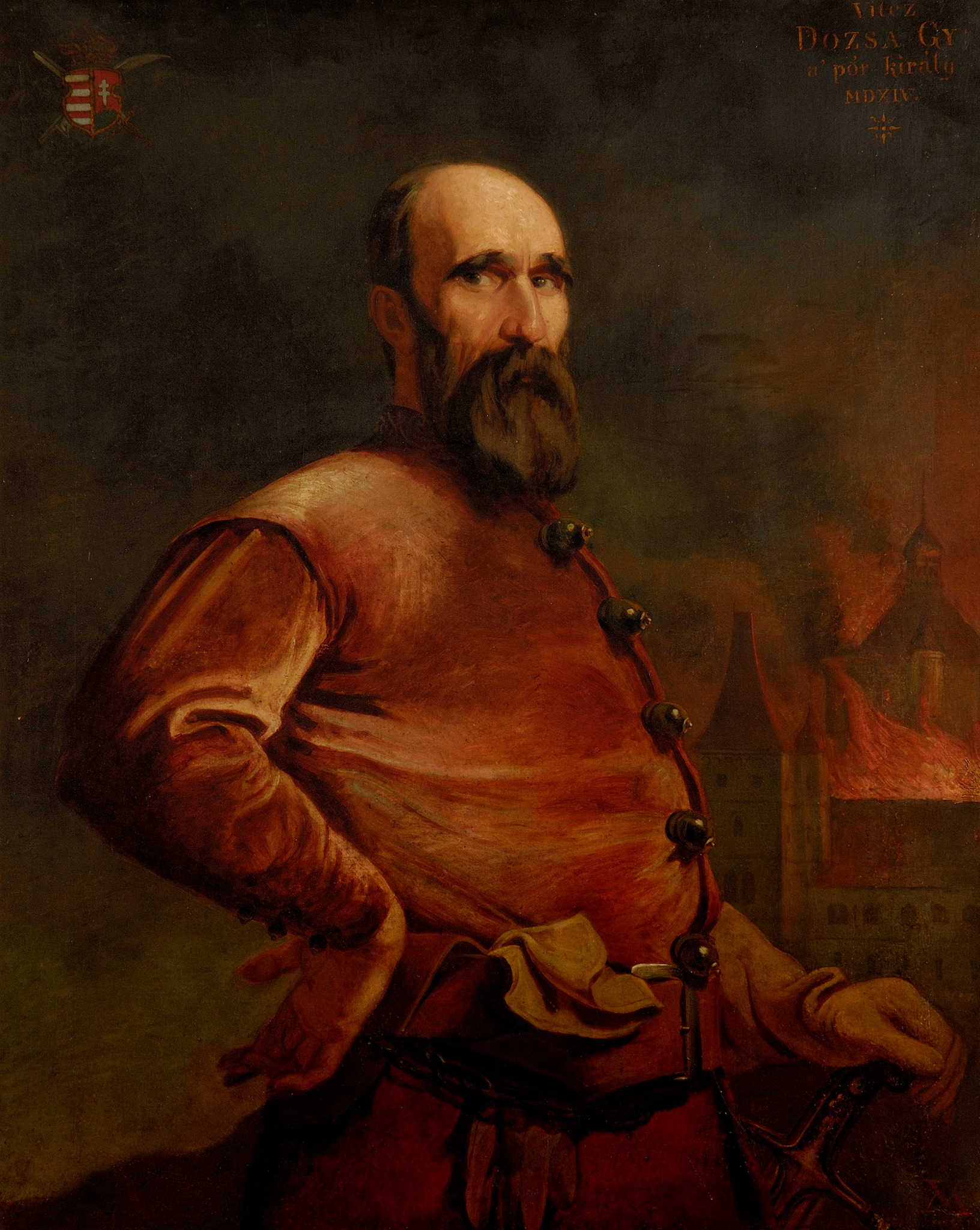
Gheorghe Doja

#### Aprilie
- 9 aprilie-15 iulie: În Transilvania, are loc o răscoală țărănească condusă de Gheorghe Doja. Răscoala este înfrântă la Timișoara. Doja este executat pe 20 iulie.

#### Septembrie
- 8 septembrie: Bătălia de la Orșa între forțele aliate ale Marelui Ducat al Lituaniei și Coroana Regatului Poloniei și armata Marelui Ducat al Moscovei.

## Nașteri
- dată necunoscută: John Knox  (d. 1572)
- 22 februarie: Tahmasp I  (d. 1576)

## Decese
- 20 iulie: Gheorghe Doja, mic nobil secui, conducătorul răscoalei țărănești (n.c. 1470)